# Gabriel Biscarrat
Gabriel Biscarrat, né à Sérignan-du-Comtat le 22 mars 1859 et mort sur la Mpoko (actuelle République centrafricaine) le 25 mai 1891, est un explorateur français.

## Biographie
Sous-officier de spahis (1878), il devient commissaire de police à Dakar et prend part dès 1881 à des campagnes dans le Haut Sénégal. En 1891, Paul Crampel lui confie la direction d'une partie de sa mission sur l'Oubangui. Il devait alors le suivre à quelques jours de distance mais il est assassiné à Mpoko,. 
Son aventure est évoqué par Jules Verne dans Voyage d'études (chapitre II). 